# Guelb er Richat

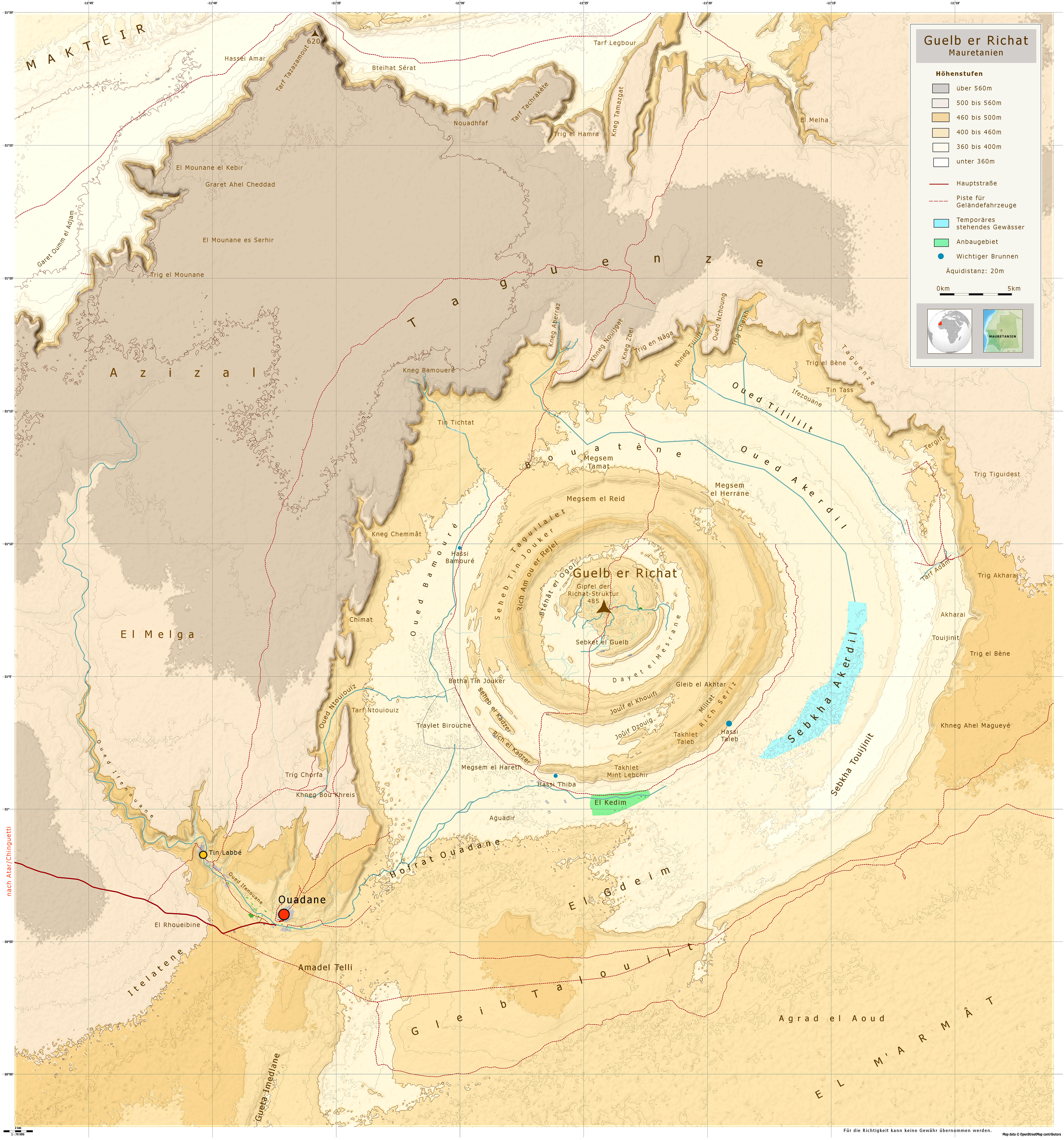
Topografische Karte von Guelb er Richat und Ouadane

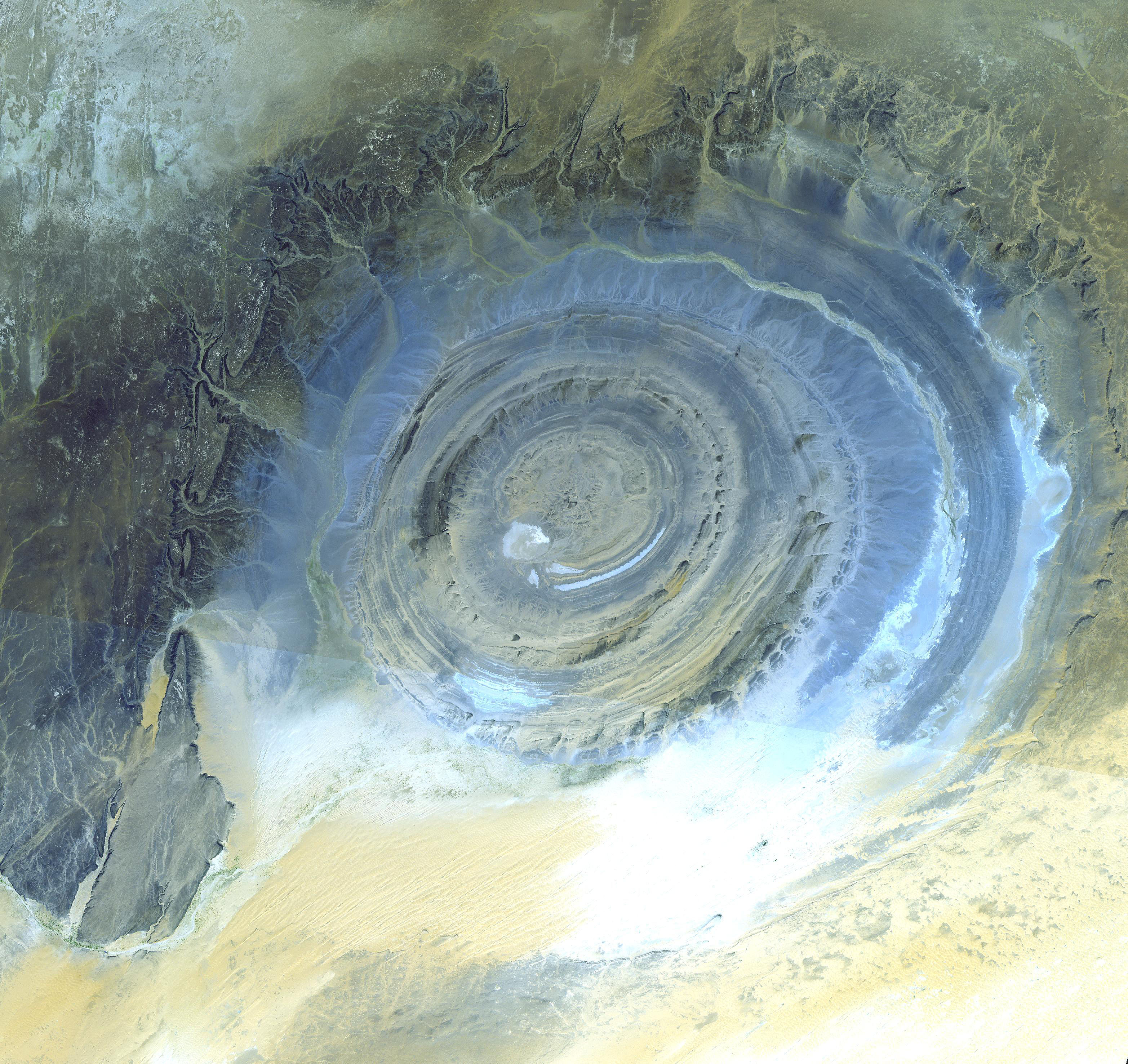
Guelb er Richat aus dem All (Falschfarbendarstellung)

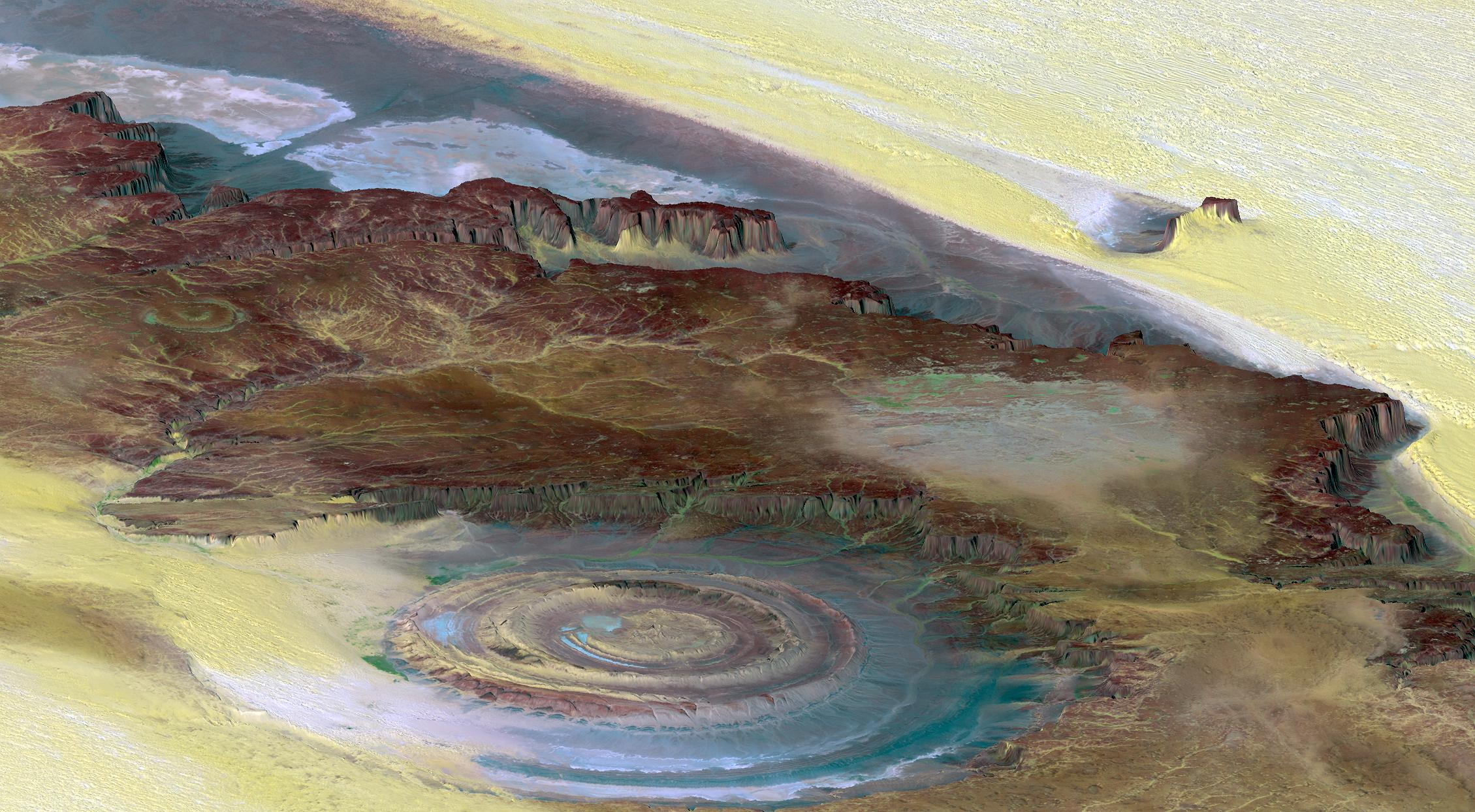
Sechsfach überhöhtes 3D-Modell nach einem Satellitenbild

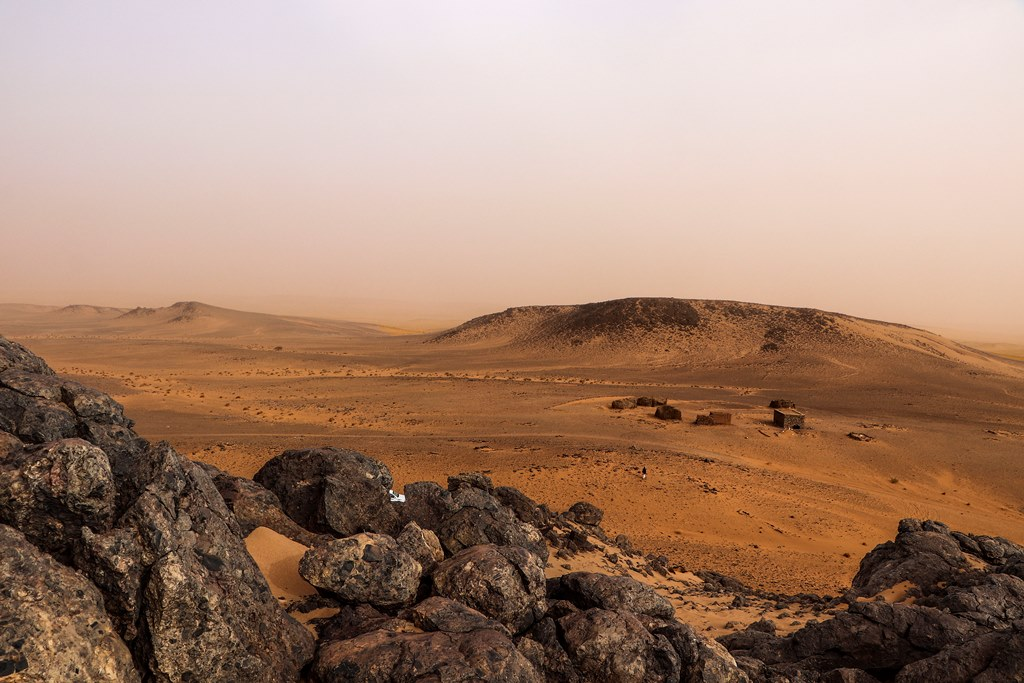
Innerer Ringhügel

Guelb er Richat (arabisch قلب الريشات, DMG Qalb ar-Rīšāt), deutsch auch Richat-Struktur, umschrieben mit Auge Afrikas, Bull’s Eye oder Auge der Sahara, ist ein ringförmiges, kraterähnliches geomorphologisches Gebilde in Mauretanien im Westen der Sahara.
Guelb (arabisch قلب, DMG Qalb) bedeutet in der arabischen Sprache „Herz“. Die Ringhügel liegen in der Region Adrar etwa 30 Kilometer nordöstlich der Kleinstadt Ouadane. Sie haben einen Durchmesser von 45 Kilometern. Die konzentrischen Ringwälle sind nur wenige Meter hoch und bestehen aus Sedimentgestein.
Da die Struktur aus dem Weltall besonders auffällig zu sehen ist, wurde sie bei Shuttle-Missionen von Astronauten als Landmarke zur Orientierung benutzt.

## Interpretationen zur Entstehung
Ursprünglich wurde die Struktur als Meteoritenkrater interpretiert, was aber wegen fehlender Impaktgesteine nicht allgemein unterstützt wird. Der Sahara-Forscher Théodore Monod veröffentlichte 1954 eine Schrift, in der er fünf derartige Krater in Mauretanien beschrieb und bei vieren einschließlich des Richat die gängige Auffassung unterstützte, es könne sich um eine vulkanische Explosion auf der Erde handeln, nur beim fünften wollte er die Einwirkung eines Meteoriten nicht ausschließen. Der Geophysiker Robert S. Dietz schloss 1969 einen Meteoriteneinschlag aus.
Die Entstehung dieser kreisförmigen Struktur ist nicht restlos geklärt, eine neuere Studie geht davon aus, dass die Struktur durch die Erosion einer Domstruktur entstand. Diese wiederum sei durch magmatische Intrusionen aufgewölbt worden, durch die dabei entstandenen Schwächezonen seien hydrothermale Fluide eingedrungen, die eine Verkarstung und Silifizierung des Materials verursacht hätten. Aeromagnetische und gravimetrische Vermessungen der Struktur unter der Oberfläche unterstützen diese Hypothese. Aufgrund von ringförmigen Verwerfungen seien gabbroische Ring-Dykes über einem großen intrusiven Magmakörper entstanden, bei der Erosion des Doms seien abwechselnd harte und weiche Gesteinsschichten erodiert worden.